# Semaki
Semaki is een bestuurslaag in het regentschap Jogjakarta van de provincie Jogjakarta, Indonesië. Semaki telt 5271 inwoners (volkstelling 2010).